# Camilla (film 1954)
Camilla è un film del 1954 diretto da Luciano Emmer.

## Trama
Camilla Busin, vedova veneta di mezza età, arriva a Roma per prendere servizio come domestica presso la famiglia Rossetti, composta da Mario, medico della mutua, sua moglie Giovanna ed i loro bambini Andrea e Cristina. Le condizioni economiche dei Rossetti non sono floride e questo causa tensioni e dissapori.
Inoltre i Rossetti frequentano Gianni, un amico di famiglia invadente, maleducato e spesso coinvolto in affari poco chiari, che vive, senza essere sposato, con la succube Donatella. Mario tenta un avanzamento di carriera preparando un esame per ottenere una qualifica più remunerativa, ma i suoi studi sono svogliati e vengono resi difficili dalle tensioni famigliari, causate dalla difficoltà di mantenere il tenore di vita desiderato. Camilla, con la sua presenza discreta ma sicura, fatta anche di saggezza popolaresca, è un elemento di coesione per la famiglia e riesce a dare serenità soprattutto ai bambini. Le tensioni famigliari portano Mario all'abuso di alcolici e a corteggiare Paola, una sua vecchia fiamma rivista dopo molti anni, a sua volta ignaro dei disinvolti approcci di Gianni verso sua moglie.

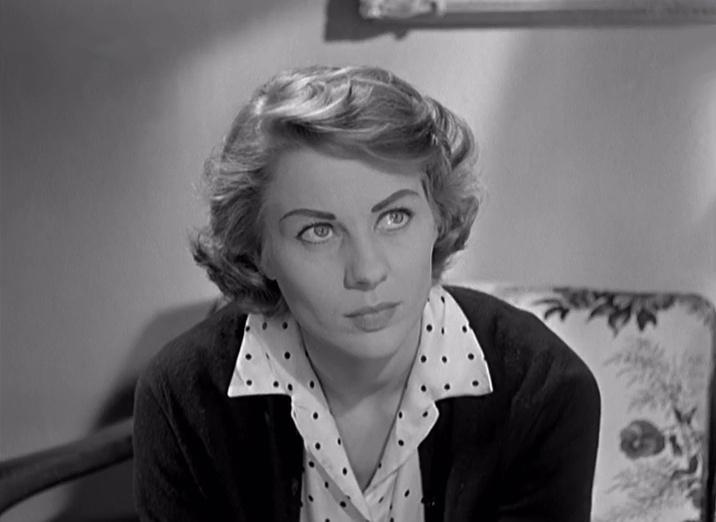
L'attrice Luciana Angiolillo interpreta il ruolo di Giovanna, la moglie del medico Mario Rossetti

Gianni inoltre propone a Mario un nuovo affare: il lancio in Italia di prodotti dietetici svizzeri. Il caso sembra aiutare i due quando la vicina di casa di Mario gli chiede un intervento medico per un malore del suo amante, un ricco affarista milanese. Costui si dichiara disposto a finanziare l'impresa, ma nel corso del banchetto che dovrebbe sancire l'accordo con il produttore svizzero, e nel quale vengono serviti i prodotti destinati al commercio, tutti si sentono male. L'affare sfuma miseramente.
Questo fallimento sembra far ritrovare a tutti una nuova serenità. La famiglia Rossetti si convince ad assumere un tenore di vita più confacente ai propri mezzi, Mario tronca i rapporti con Gianni il quale accetta finalmente di sposare Donatella. Camilla decide quindi di restare a Roma, suo figlio si fidanza con una cameriera che lavora nello stesso palazzo. Anche lei sembra adesso più propensa ad accettare la discreta corte che le fa un suo coetaneo muratore che lavora in un vicino cantiere edile.

## Produzione
Camilla è il quinto lungometraggio di Emmer, ma è il primo in cui non vi sia uno svolgimento ad episodi. Nel film recitano i due figli del regista, nelle parti dei figli della famiglia Rossetti. La parte musicale dell'opera si è avvalsa della consulenza del musicista Roman Vlad.

## Distribuzione
Le pellicola fu presentata al Festival del cinema italiano che si svolse a Londra dal 25 al 31 ottobre 1954.

## Incasso
Il film ha incassato 103 milioni di lire.

## Critica
Il film venne stroncato dalla critica di ispirazione cattolica perché presentava la situazione di una coppia convivente non sposata.
(Recensione di Stampa Sera, 25 novembre 1954)
Negli anni successivi i commenti relativi al film furono maggiormente inquadrati in una prospettiva storica. Soprattutto in relazione alla fase che stava vivendo l'Italia in quegli anni:
(Guglielmo Moneti)
(Paola Valentini)